# NGC 6497
NGC 6497 este o galaxie situată în constelația Dragonul. A fost descoperită în 16 septembrie 1884 de către Lewis A. Swift.